# Eisenbahnunfall von Studénka (2008)

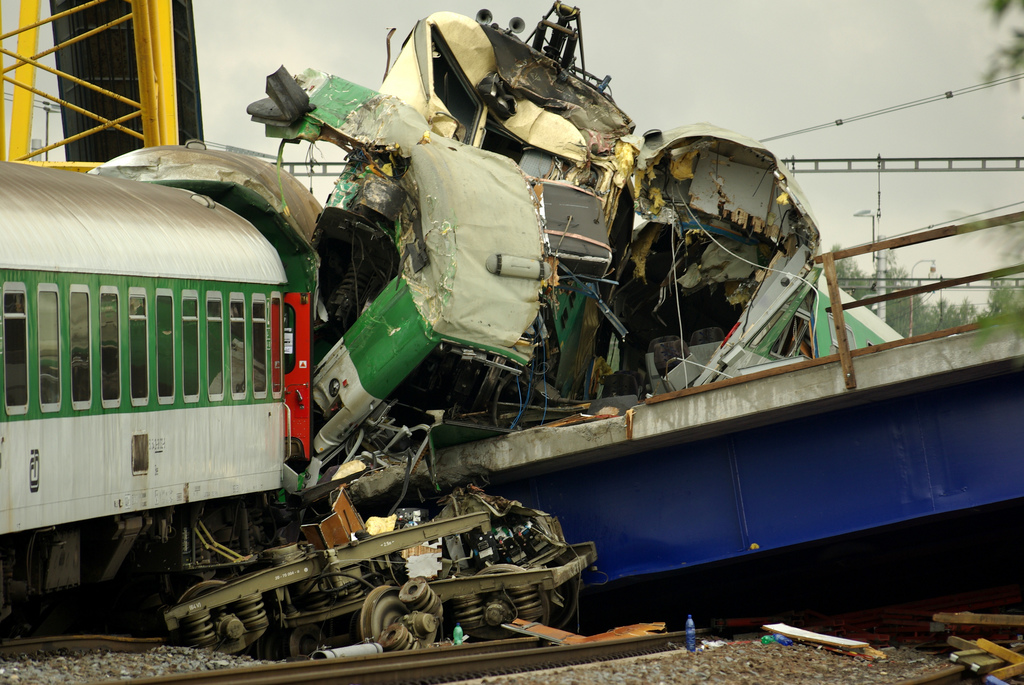
Herabgestürztes Brückenteil und zerstörter Wagen des EuroCitys

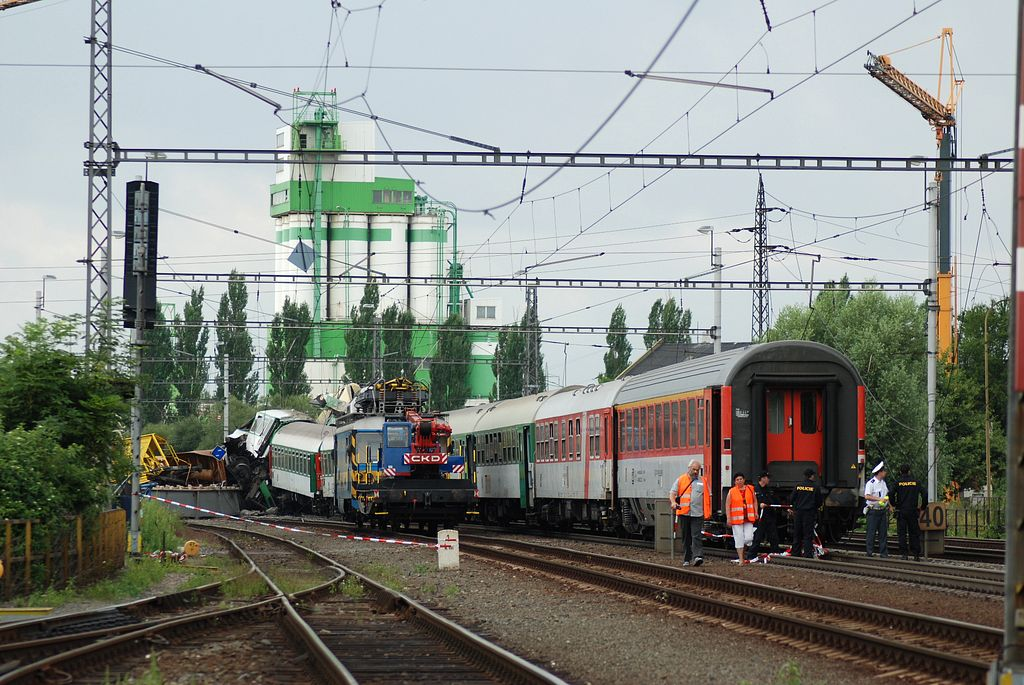
Verkeilte Zugteile

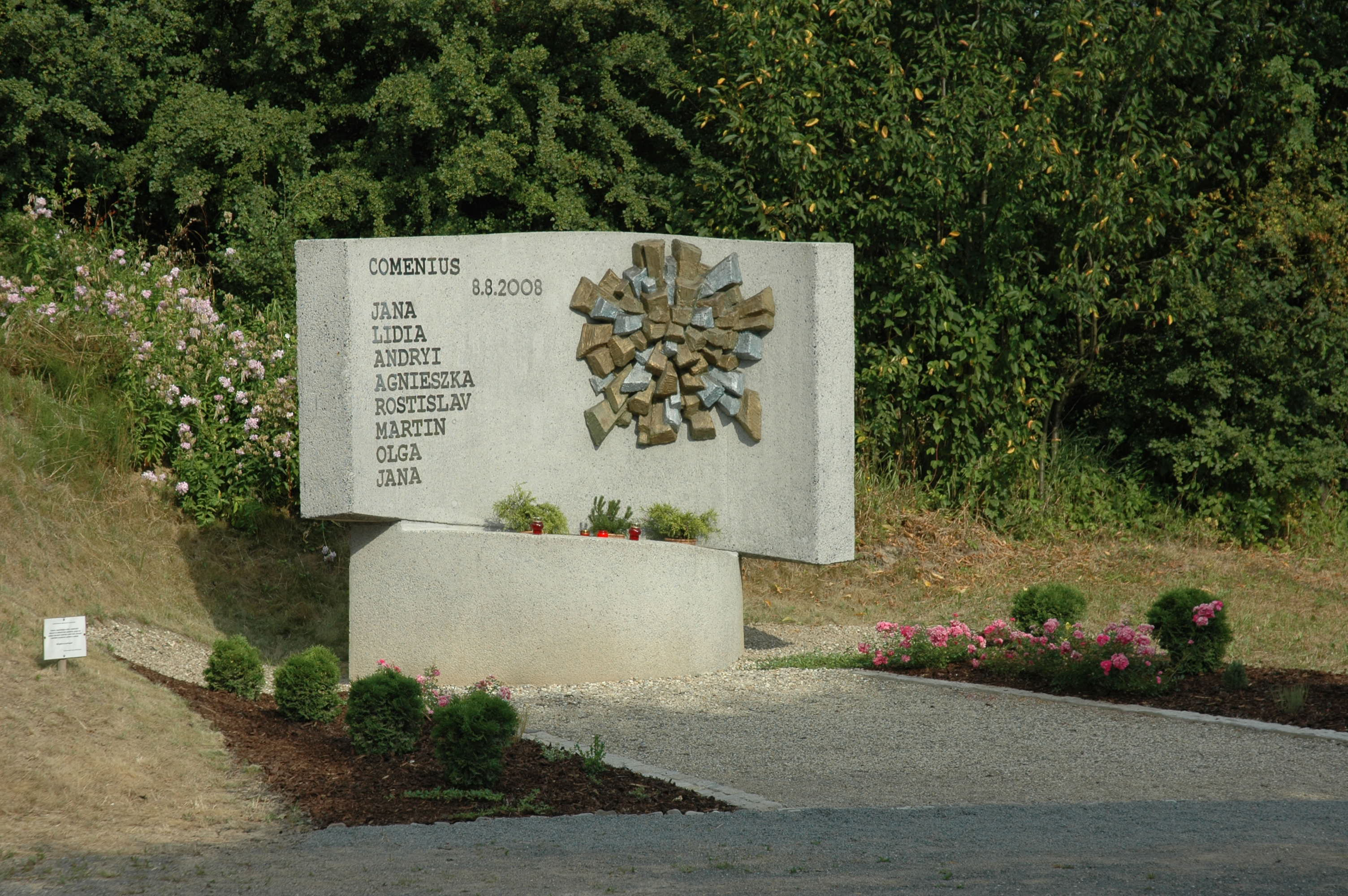
Gedenkstein für die Opfer des Unfalls

Bei dem Eisenbahnunfall von Studénka fuhr am 8. August 2008 der EuroCity 108 Comenius der České dráhy (ČD) bei Studénka in Tschechien in die Trümmer einer kurz zuvor eingestürzten Brücke. Acht Menschen starben.

## Ausgangslage
Über die von dem Zug befahrene Bahnstrecke Břeclav–Petrovice u Karviné führt in der südwestlichen Ausfahrt des Bahnhofs Studénka die Landstraße 464 mit einer Stahlbrücke, die einen Ersatzneubau erhielt. Ausführende Firma war die tschechische Tochter der deutschen Baufirma Max Bögl, die Bögl a Krýsl.
Der EuroCity 108 Comenius war hier am Morgen des 8. August 2008 von Krakau nach Prag unterwegs. Der Zug erreichte den Bahnhof Studénka an diesem Tag mit 10 Minuten Verspätung und war mit 134 km/h unterwegs.

## Unfallhergang
Als der EuroCity gegen 10:30 Uhr den Bahnhof passierte, knickte die im Bau befindliche Brücke ein, löste sich von ihren Hilfsstützen und stürzte unmittelbar vor dem Zug auf die darunter verlaufende Bahnstrecke. Der Lokführer erkannte aus einer Entfernung von ca. 600 m die Gefahr und leitete unmittelbar eine Schnellbremsung ein, konnte die Geschwindigkeit des Zuges aber nur noch auf 90 km/h reduzieren. Die Lokomotive entgleiste und die fünf folgenden Wagen verkeilten sich ineinander. Das abgestürzte und hunderte Tonnen schwere Tragwerk der Straßenbrücke wurde um bis zu 33,4 m in Fahrtrichtung des Zuges verschoben.

## Folgen
Bei dem Unfall starben unmittelbar sechs und in den Folgetagen weitere zwei Menschen. 95 wurden darüber hinaus teils schwer verletzt.
Die materiellen Schäden beliefen sich auf circa 2,549 Mio. Euro – davon 2,084 Mio. € an Fahrzeugen der ČD, 158.000 € an Fahrzeugen eines im Nachbargleis wartenden Güterzuges der TSS Cargo und 305.000 € an den Infrastrukturanlagen der Správa železnic. Das Triebfahrzeug 151 018-9 und die ersten drei Wagen des EuroCity 108 der ČD – einer der Gattung Bpee, zwei Bee – sowie die letzten drei Wagen des Güterzuges der TSS Cargo – einer der Bauart Faccpp, zwei Faccp – wurden aufgrund ihrer Schäden ausgemustert und verschrottet.
Drei Jahre nach dem Unglück wurde mithilfe des Bürgervereins Comenius 2008 Studénka in der Nähe der Katastrophe ein Denkmal mit den Vornamen aller acht Opfer enthüllt. Neben den Angehörigen der Opfer, Unfallbeteiligten und Bekannten war bei der Gedenkveranstaltung auch der Lokführer anwesend, der durch sein Handeln Schlimmeres verhindern konnte.

## Ermittlungen
Mehrere Experten erörterten vor Gericht die Konstruktionsfehler und die Fehlerkette, die zum Einsturz der Brücke führten. Ihnen zufolge liegt die Hauptursache in den Verstößen gegen die Vorschriften bei der Vorbereitung und Durchführung der Bauarbeiten. Der Experte des Klokner-Instituts der Tschechischen Technischen Universität nannte die Vorgehensweise sogar eine „technische Gräueltat“. Ermittler der Polizei stellten Fehler in der Tragkonstruktion fest, die den Belastungen nicht standhielt. Die Montagetechnologie war mangelhaft und das Gewicht der zu bewegenden Brücke wurde nicht berücksichtigt. Die zuständige Regionsbehörde kontrollierte das Bauvorhaben unzureichend und hätte bereits in der Vorbereitungsphase zur Einhaltung der Sicherheitsvorschriften einen Bauleiter benennen müssen. Der von ODS (Dopravní stavby Ostrava, jetzt Eurovia) benannte war laut Bautagebuch an Besichtigungstagen oft abwesend und verfügte nicht über die erforderlichen Qualifikationen. Grundsätze der Arbeitssicherheit wurden auf der Baustelle weitgehend missachtet. Als das Brückenbauwerk am Tag vor dem Unfall mit Hilfe von Verschubwagen bewegt wurde, reagierten die Bauherren darauf unprofessionell. Beim anschließenden Einschub kippte das Bauwerk, was der Grund für die ungleichmäßige Belastung der Tragkonstruktion und letztlich deren Einsturz war.
Die Bahninspektion konzentrierte sich in ihren Ermittlungen auf die Gewährleistung der Sicherheit im Gleisbereich und des Bahnbetriebs während der Bauarbeiten. Auf diesem Gebiet bemängelte sie das Versäumnis, vor Erteilung der Baugenehmigung Bedingungen festzulegen, die die Sicherheitsrisiken einer gegenseitigen Beeinflussung der Bautätigkeit auf dem Gelände der betriebenen Bahn und des Schienenverkehrs eliminieren.
Die Berufungskammer des Bezirksgerichts Ostrava verhängte am 26. September 2022 Bewährungsstrafen von drei bis dreieinhalb Jahren gegen fünf leitende Mitarbeiter der Bauunternehmen – drei des Generalunternehmers ODS und zwei der bauausführenden Firma Bögl a Krýsl. Die Kammer differenzierte die Bewährungszeit nur geringfügig nach der Bedeutung wesentlicher Pflichtverletzungen und wandelte beide ursprünglich verhängten Haftstrafen gegen zwei Angestellte der Firma Bögl a Krýsl in Bewährungsstrafen um. Der Grund für die Strafmilderung sei die Verfahrensdauer und die Tatsache, dass die Angeklagten vor und nach der Tat ein ordentliches Leben führten, erklärte der Senatsvorsitzende. Ihm zufolge war es eine unbewusste Nachlässigkeit, wenn sie nicht wussten, was für ein Unglück sie verursachen könnten. Das Gericht hielt die Schuldfeststellung für richtig, auch wenn die Angeklagten behaupteten, sie hätten weder gegen ihre Arbeits- noch gegen ihre gesetzlichen Pflichten verstoßen.

## Sicherheitsempfehlungen
Die Bahninspektion empfahl der Eisenbahnbehörde (als nationales Sicherheitsorgan für den Bahnbereich und Eisenbahnverkehr) bei der Bauplanung an gesamtstaatlichen-, Regional- und Anschlussbahnen und in deren Schutzzone:
- sicherzustellen, dass während Baumaßnahmen eine Analyse deren Auswirkungen auf die betriebene Bahn und den Bahnverkehr sowie der Einflüsse der betriebenen Bahn und des Schienenverkehrs auf die Bauarbeiten erfolgt;
- die Erteilung der Baugenehmigung an festgelegte Bedingungen zu knüpfen, die sich aus der Analyse zur Risikobeseitigung ergeben;
- die Durchführung von Bautätigkeiten mit höherem Risiko von der Anwesenheit eines autorisierten Inspektors mit direkter Telefonverbindung zur Person, die den Eisenbahnverkehr leitet – konkret die Telekommunikationsanlage ständig in Reichweite zu haben, abhängig zu machen, um bei drohender Gefahr unverzüglich geeignete Maßnahmen zur sicheren Durchführung des Eisenbahnbetriebs bzw. zur sofortigen Einstellung des Eisenbahnverkehrs fordern zu können;
- eigene Vorkehrungen zur Umsetzung der an die Eisenbahninfrastrukturverwaltung und weitere Infrastrukturbetreiber in Tschechien gerichteten Sicherheitsempfehlungen zu treffen.

Die Bahninspektion behält sich das Recht vor, nach Feststellung der Ursachen des Brückeneinsturzes im Interesse des sicheren Bahnbetriebs und Schienenverkehrs diese Sicherheitsempfehlung zu ergänzen.